# Tournoi d'ouverture du championnat de Bolivie de football 2019
Navigation
Tournoi précédent Tournoi suivant
Le tournoi Apertura de la saison 2019 du Championnat de Bolivie de football est le premier tournoi semestriel de la quarante-cinquième édition du championnat de première division en Bolivie. Les 14 équipes se rencontrent deux fois en match aller et match retour. Il n'y a pas de relégation à l'issue du tournoi mais les résultats sont conservés pour l'établissement du classement cumulé.
C'est le Club Bolívar qui remporte le titre et se qualifie pour la Copa Libertadores 2020.

## Qualifications continentales
Le vainqueur du tournoi Apertura est qualifié pour la Copa Libertadores 2020.

## Les clubs participants
- Nacional Potosi
- Club Deportivo Guabirá
- Oriente Petrolero
- Club Bolívar
- Club Blooming
- Club Always Ready - Promu de D2
- Club Deportivo San José
- Real Potosí
- The Strongest La Paz
- CD Jorge Wilstermann
- Sport Boys Warnes
- Club Aurora
- Royal Pari FC
- Destroyers Santa Cruz

## Compétition
Le barème utilisé pour établir le classement est le suivant :
- Victoire : 3 points
- Match nul : 1 point
- Défaite : 0 point

### Classement
| Rang | Équipe                   | Pts  | J  | G  | N | P  | Bp | Bc | Diff |
| ---- | ------------------------ | ---- | -- | -- | - | -- | -- | -- | ---- |
| 1    | Club Bolívar             | 57   | 26 | 17 | 6 | 3  | 66 | 35 | +31  |
| 2    | The Strongest            | 52   | 26 | 16 | 4 | 6  | 55 | 30 | +25  |
| 3    | Nacional Potosí          | 50   | 26 | 15 | 5 | 6  | 44 | 22 | +22  |
| 4    | Club Blooming            | 47   | 26 | 15 | 2 | 9  | 55 | 45 | +10  |
| 5    | Club Deportivo San JoséT | 39-3 | 26 | 12 | 7 | 7  | 55 | 44 | +11  |
| 6    | CD Jorge Wilstermann     | 40   | 26 | 12 | 4 | 10 | 44 | 37 | +7   |
| 7    | Oriente Petrolero        | 37   | 26 | 11 | 4 | 11 | 41 | 43 | -2   |
| 8    | Club Deportivo Guabirá   | 31   | 26 | 8  | 7 | 11 | 31 | 49 | -18  |
| 9    | Club Always ReadyP       | 30   | 26 | 8  | 6 | 12 | 50 | 43 | +7   |
| 10   | Real Potosí              | 27   | 26 | 7  | 6 | 13 | 41 | 59 | -18  |
| 11   | Royal Pari FC            | 22   | 26 | 6  | 7 | 13 | 39 | 55 | -16  |
| 12   | Sport Boys Warnes        | 23   | 26 | 5  | 8 | 13 | 32 | 51 | -19  |
| 13   | Club Aurora              | 23   | 26 | 6  | 5 | 15 | 32 | 52 | -20  |
| 14   | Destroyers Santa Cruz    | 19   | 26 | 5  | 7 | 14 | 23 | 43 | -20  |

|  | Qualification pour la Copa Libertadores 2020 |
|  | T : Tenant du titre P : Promu de D2          |

- Club Deportivo San José a 3 points de pénalité pour défaut de paiement d'un joueur[3]

## Bilan de la saison
| Championnat de Bolivie de football 2019 |                          |
| Champion                                | Club Bolívar (23e titre) |
| Qualifications continentales            |                          |
| Copa Libertadores 2020                  | Club Bolívar             |
| Promotions et relégations               |                          |
| Promus en Primera A                     | aucun                    |
| Relégués en Torneo Simon Bolívar        | aucun                    |